# Pavel Gililov

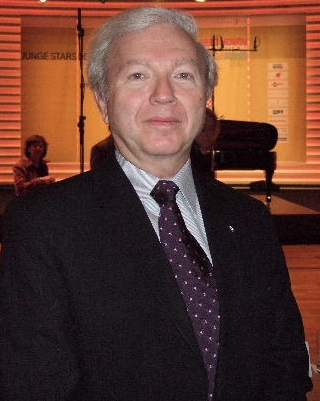
Pavel Gililov (2007)

Pavel Gililov (russisch Павел Львович Гилилов/Pawel Lwowitsch Gililow; * 23. Juni 1950 in Donezk, Russische SFSR, Sowjetunion) ist ein russischer Pianist, der seit 2003 die deutsche Staatsbürgerschaft besitzt.

## Leben
Gililovs musikalisches Talent wurde von dem russischen Komponisten Dmitri Kabalewski entdeckt. Sein Studium am Sankt Petersburger Konservatorium beendete er mit Auszeichnung. Noch während des Studiums gewann er 1972 den Nationalen Klavierwettbewerb Moskau und war schließlich 1975 4. Preisträger des Internationalen Chopin-Wettbewerbs in Warschau. Er war zudem Preisträger des internationalen Viotti-Klavierwettbewerbs in Vercelli 1978.
Gililov emigrierte 1978 aus der ehemaligen UdSSR zunächst nach Österreich und schließlich nach Deutschland.
Er konzertiert sowohl solistisch als auch als Kammermusiker, ist Mitglied des Berliner Philharmonischen Klavierquartetts und arbeitet mit zahlreichen bekannten Solisten wie Boris Pergamenschikow, Mischa Maisky und Wiktor Tretjakow zusammen. Er gastiert bei renommierten Musikfestivals, unter anderem beim Schleswig-Holstein Musik Festival, den Salzburger Festspielen und dem Edinburgh Musikfestival.
Von 1982 bis zu seiner Pensionierung 2013 war Gililov als Professor für Klavier an der Hochschule für Musik Köln tätig. Er ist zudem Gastprofessor an der Internationalen Sommerakademie Mozarteum Salzburg und gründete 2005 die International Telekom Beethoven Competition Bonn, deren künstlerischer Leiter und Jury-Präsident er ist. Seit 2007 ist er Professor am Mozarteum Salzburg.
Außerdem gibt er zahlreiche Meisterkurse für Klavier in Japan, Deutschland, Österreich und der Schweiz, so zum Beispiel die Sommerclassics im Landkreis Mayen/Koblenz, deren künstlerischer Leiter er von 1997 bis 2009 war, oder die Sommer-Academie in Lausanne für Violinsonaten mit Klavier gemeinsam mit Pierre Amoyal.

## Privates
Pavel Gililov hat drei Mal geheiratet und hat aus diesen Ehen vier Söhne. Seine erste Ehefrau war die Musikerin Olga Martynova, seine zweite Ehefrau die Pianistin Carmen Daniela, mit der er über zwei Jahrzehnte auftrat und zudem Ton- und Videoaufnahmen produziert wurden.

## Diskografie (Auswahl)
- Johannes Brahms: Sonaten für Violoncello und Klavier u. a. (mit Mischa Maisky);
- Johann Nepomuk Hummel: Sonate für Violoncello und Klavier (mit Boris Pergamenschikow), Flötentrio op.78 (mit Andras Adorjan und Boris Pergamenschikow)
- Richard Strauss: Sonate für Violoncello und Klavier op.6 und Hans Pfitzner: Sonate für Violoncello und Klavier op.1 (mit Walter Nothas)
- Sergei Prokofjew: Sonaten für Violine und Klavier u. a. (mit Dmitri Sitkowetski)
- Frédéric Chopin: Balladen 1–4, Fantasie f-Moll, op. 49
- Krzysztof Meyer: Klavierkonzert; Trio für Klarinette, Violoncello und Klavier (mit Eduard Brunner und Ivan Monighetti)

## Schüler (Auswahl)
- Oliver Drechsel
- Andreas Frölich
- Peter Adrian Grauer
- Friedrich Höricke
- Sung-Hee Kim-Wüst
- Sophie Pacini
- Olga Scheps
- Christian Seibert
- Henri Sigfridsson
- Annette Volkamer
- Birke J. Bertelsmeier